# 天主教明納教區
天主教明納教區 （拉丁語：Dioecesis Minnaënsis）是尼日利亞一個羅馬天主教教區，屬卡杜納總教區。
教區的前身是一個宗座監牧區，成立於1964年11月9日，1973年9月17日升為教區。
教區位於尼日爾州東部。2004年有教友65,858人（佔轄區人口2.9%）、三十個堂區、五十名司鐸。現任教區主教為瑪爾定‧伊圭‧尤祖庫。